# George Seton, 3. Lord Seton
George Seton, 3. Lord Seton († 9. September 1513 in der Schlacht von Flodden Field, Northumberland, England) war ein schottischer Peer.
Er war der Sohn von George Seton, 2. Lord Seton aus dessen zweiter Ehe mit Margaret Campbel. Beim Tod seines Vaters um 1508 erbte er dessen Adelstitel als 3. Lord Seton. Der Titel war als Lordship of Parliament 1448 seinem Urgroßvater Sir George Setton († um 1479) verliehen worden. Da schon dessen Urgroßvater Sir William Seton († um 1410) sich seit ca. 1371 als feudaler Baron (nicht aber als Peer) Lord Seton nannte, wird George Seton teils auch statt als 3., als 5. Lord Seton geführt.
Er residierte im Herrenhaus Seton Palace in East Lothian.
Er war ein Gefolgsmann König Jakobs IV. und beteiligte sich 1513 an dessen Feldzug nach England. Wie der König selbst fiel auch er am 9. September 1513 bei der verheerenden Niederlage der Schotten in der Schlacht von Flodden Field. Sein Leichnam wurde in die Heimat überführt und neben dem seines Vaters in der an Seton Palace angrenzenden Kollegiatstiftskirche bestattet.

## Ehe und Nachkommen
Spätestens am 25. Januar 1507 war er mit Janet Hepburn, Tochter des Patrick Hepburn, 1. Earl of Bothwell († 1508), Lord High Admiral of Scotland, verheiratet. Mit ihr hatte er drei Kinder:
- George Seton, 4. Lord Seton († 1549);
- Mariot Seton, ⚭ (1) Thomas Borthwick, Master of Borthwick, Sohn des 4. Lord Borthwick ⚭ (2) Hugh Montgomerie, 2. Earl of Eglinton, ⚭ (3) Alexander Graham, Sohn des 2. Earl of Montrose;
- Margaret Seton, ⚭ David Hamilton, Laird of Langton and Olivestob.